# سمنة صافرة
السُمْنَة الصّافِرة أو الطائر القاتل (الاسم العلمي: Myophonus)، جنس طيور من فصيلة خاطفات الذباب.
جميع أنواعه متوسطة القد وهي في الغالب من آكلات الحشرات أو متنوع الغذاء. جميع الأنواع ذات ألوان الزاهية، توجد في الهند وجنوب شرق آسيا. عادًة ما تكون الذكور زرقاء اللون، والإناث إما تشبه الذكر أو بنية اللون. البقع الزرقاء الموجودة على الكتفين وأحيانًا على الرأس تكون ساطعة، السمنات الصافرة، هي طيور جاثمة فريدة، تعكس بشدة في الأشعة فوق البنفسجية.